# Marvel Realm of Champions
Marvel Realm of Champions fue un juego de lucha móvil desarrollado por Kabam como un derivado de su otro juego Marvel Contest of Champions. El juego free-to-play con compras en la tienda del juego se lanzó a nivel mundial el 16 de diciembre de 2020. El 13 de enero de 2022, se anunció que el juego cerraría el 31 de marzo de ese año.

## Escenario
Realm of Champions se estableció en la continuidad del anterior juego de Marvel de Kabam Contest of Champions y se ejecutó simultáneamente. Si bien Contest se basó en el arco narrativo Contest of Champions y mostraba varios personajes de Marvel Comics de varias realidades alternativas que eran secuestrados para participar en el Concurso titular en "Battlerealm", Realm se inspiró en la historia de Secret Wars y estaba ambientada en Battleworld, un planeta de retazos hecho de varias Tierras alternativas. Los restos de cada realidad formaron una "Casa" que estaba gobernada por un "Barón", todos los cuales eran versiones alternativas de personajes de Marvel existentes (como Gwen Stacy que asumió el papel de Madame Web o Shuri que se convirtió en Reina de Wakanda). Los jugadores controlaban personajes originales que eran miembros de la fuerza de combate especial de cada Casa, como "Sorcerers Supreme" o "Web-Warriors". Hubo promoción cruzada entre los dos juegos, ya que varios personajes que se originaron en "Realm" se agregaron a "Contest" como personajes jugables.

## Jugabilidad
Los jugadores tomaron el control de un luchador de una de las Casas, que recibieron su nombre en honor a un personaje heredado (como Hulk, Storm o Black Panther). Cada personaje utilizó diferentes habilidades y estaba destinado a representar diferentes estilos de juego. No había un modo de historia u otras misiones en solitario para avanzar, ya que todos los modos de juego eran una variedad de multijugador: Arena Conquest en el que dos grupos de 3 jugadores cada uno luchaban por el control de un área, Stronghold en la que 3 jugadores protegían un núcleo de un grupo de enemigos, Deathmatch con 3 equipos de 2 jugadores luchando entre sí por puntos y Onslaught, un modo de supervivencia contra oleadas de enemigos de dificultad progresiva. Después de cada partido, los jugadores recibirían una selección de equipo (solo se puede usar para personajes específicos) y moneda que podría aplicarse para mejorar el equipo deseado en un personaje seleccionado.

## Recepción
El juego recibió críticas mixtas en el lanzamiento. Zach Guida de Hardcore Droid elogió el emparejamiento rápido y la corta duración de los partidos, dando al juego 4 estrellas de 5. Nick Petrasiti de The Sixth Axis encontró las partidas divertidas y la jugabilidad lo suficientemente fácil como para entrar, al tiempo que notó la pequeña selección de personajes, la falta de tácticas y los problemas con la personalización del equipo, donde seleccionar estadísticas más altas inevitablemente llevó a los personajes a usar partes no coincidentes de diferentes trajes. Eric Halliday de App Trigger Gaming también criticó la selección de personajes extremadamente limitada, la falta de una historia y los atuendos que no coinciden en los personajes, y concluyó que el juego no valía la pena.
En una reseña de mediados de 2021 que siguió a varias actualizaciones del juego, Alex Sinclair Lack de MobileGames.com elogió la incorporación de Thor como un nuevo personaje y cinemáticas que agregaron contenido real de la historia, pero también notaron que la falta de nuevos modos de juego hizo que las partidas cortas se sintieran muy repetitivas, mientras que las imágenes de las habilidades del héroe eran decepcionantes y los gráficos estaban por debajo del promedio de la industria. Le dio al juego una puntuación general de 6/10, y concluyó que al juego le faltaba algo excepcional.